# برنزي (لون)
اللَّوْنُ البُرُنْزيُّ لونٌ بُنِّيٌّ يتراوح بين البنيِّ المائل للأصفر إلى البنيِّ الزيتونيِّ.